# يوم رواد الفضاء
يوم رواد الفضاء (بالروسية: День космонавтики) هو ذكرى يُحتفل بها في روسيا وبعض دول الاتحاد السوفيتي السابقة في 12 أبريل. في بولندا، يُحتفل "باليوم الدولي للطيران ورواد الفضاء" في نفس اليوم. في عام 2011، في الدورة الخامسة والستين للجمعية العامة للأمم المتحدة، أُعلن يوم 12 أبريل يومًا دوليًا للرحلة البشرية إلى الفضاء تكريمًا لأول رحلة فضائية مأهولة قام بها رائد الفضاء الروسي السوفيتي يوري جاجارين البالغ من العمر 27 عامًا في 12 أبريل 1961. حلق جاجارين حول الأرض لمدة ساعة و48 دقيقة على متن مركبة فوستوك 1 الفضائية.